# جان كلود صامويل
جان كلود صأمويل (11 نوفمبر 1921 في قالمة) (بالإنجليزية: Jean-Claude Samuel)‏ لاعب كرة قدم فرنسي الجنسية جزائري المولد معتزل كان يجيد اللعب في خط الوسط. ساهم في تتويج نادي باريس ببطولة كأس فرنسا موسم 1944-1945.

## وصلات خارجية
- جان كلود صامويل على موقع قاعدة بيانات كرة القدم.إي يو (الإنجليزية)
- جان كلود صامويل على موقع ناشيونال فوتبول تيمز (الإنجليزية)
- جان كلود صامويل على موقع عالم كرة القدم.نت (الإنجليزية)